# 황밍셴
황밍셴(중국어 정체자: 黃明賢, 병음: Huáng Míngxián, 1960년 5월 25일 ~)은 타이완의 정치인, 핑둥현의회의원이다.